# Chennai Open 2022
Chennai Open 2022 byl tenisový turnaj hraný jako součást ženského okruhu WTA Tour na otevřených dvorcích s tvrdým povrchem v areálu SDAT Tennis Stadium v Nungambakkamu. Konal se 12. až 18. září 2022 v indickém Čennaí jako úvodní ročník turnaje. Naposledy předtím Indie hostila událost WTA v roce 2008, kdy se uskutečnil poslední ročník Bangalore Open.
Turnaj s rozpočtem 251 750 dolarů patřil do kategorie WTA 250. Nejvýše nasazenou hráčkou ve dvouhře se stala dvacátá devátá žena světa Alison Riskeová-Amritrajová ze Spojených států. Jako poslední přímá účastnice do singlu nastoupila 186. hráčka žebříčku, Andořanka Victoria Jimenezová Kasintsevová. V důsledku invaze Ruska na Ukrajinu na konci února 2022 řídící organizace tenisu ATP, WTA a ITF s grandslamy rozhodly, že ruští a běloruští tenisté mohli dále na okruzích startovat, ale do odvolání nikoli pod vlajkami Ruska a Běloruska.
Premiérový titul na okruhu WTA Tour vybojovala ve dvouhře 17letá Češka Linda Fruhvirtová, jako třetí nejmladší vítězka na túře od roku 2004. V následném vydání žebříčku premiérově pronikla do první světové stovky. Ve čtyřhře triumfoval kanadsko-brazilský pár Gabriela Dabrowská a Luisa Stefaniová, jehož členky získaly druhou společnou trofej. Stefaniová se na okruh vrátila po roční absenci způsobené přetržením předního zkříženého vazu na US Open 2021.

## Rozdělení bodů a finančních odměn

### Rozdělení bodů
| Soutěž      | Soutěž       | vítězové | finalisté | semifinalisté | čtvrtfinalisté | 16 v kole | 32 v kole | Q  | Q2 | Q1 |
| ----------- | ------------ | -------- | --------- | ------------- | -------------- | --------- | --------- | -- | -- | -- |
| dvouhra žen | [ 4 ] [ 11 ] | 280      | 180       | 110           | 60             | 30        | 1         | 18 | 12 | 1  |
| čtyřhra žen | [ 12 ]       | 280      | 180       | 110           | 60             | 1         | —         | —  | —  | —  |

### Finanční odměny
| Soutěž                                | Soutěž       | vítězové | finalisté | semifinalisté | čtvrtfinalisté | 16 v kole | 32 v kole | Q2      | Q1      |
| ------------------------------------- | ------------ | -------- | --------- | ------------- | -------------- | --------- | --------- | ------- | ------- |
| dvouhra žen                           | [ 4 ] [ 11 ] | 33 200 $ | 19 750 $  | 11 000 $      | 6 200 $        | 3 800 $   | 2 725 $   | 2 000 $ | 1 300 $ |
| čtyřhra žen                           | [ 12 ]       | 12 000 $ | 6 700 $   | 3 950 $       | 2 350 $        | 1 800 $   | —         | —       | —       |
| částka ve čtyřhrách je uvedena na pár |              |          |           |               |                |           |           |         |         |

## Ženská dvouhra

### Nasazení
| Stát                          | Hráčka                      | WTA  | Nasazení |
| ----------------------------- | --------------------------- | ---- | -------- |
| USA                           | Alison Riskeová-Amritrajová | 29.  | 1.       |
|                               | Varvara Gračovová           | 72.  | 2.       |
| Polsko                        | Magda Linetteová            | 73.  | 3.       |
| Německo                       | Tatjana Mariová             | 85.  | 4.       |
| Švédsko                       | Rebecca Petersonová         | 92.  | 5.       |
| Čína                          | Wang Čchiang                | 102. | 6.       |
| Kanada                        | Rebecca Marinová            | 106. | 7.       |
| Francie                       | Chloé Paquetová             | 111. | 8.       |
| Žebříček WTA k 29. srpnu 2022 |                             |      |          |

### Jiné formy účasti
Následující hráčky obdržely divokou kartu do hlavní soutěže: 
- Eugenie Bouchardová
- Ankita Rainová

Následující hráčka nastoupila pod žebříčkovou ochranou:
- Yanina Wickmayerová

Následující hráčky postoupily z kvalifikace:
- Jana Fettová
- Nao Hibinová
- Liang En-šuo
- Kjóka Okamurová
- Olivia Tjandramuliová
- Marija Tkačevová

### Odhlášení
před zahájením turnaje
- Caroline Garciaová → nahradila ji  Despina Papamichailová
- Elise Mertensová → nahradila ji  Nadia Podoroská

## Ženská čtyřhra

### Nasazení
| Stát                                                                      | Hráčka               | Stát     | Hráčka             | WTA  | Nasazení |
| ------------------------------------------------------------------------- | -------------------- | -------- | ------------------ | ---- | -------- |
| Kanada                                                                    | Gabriela Dabrowská   | Brazílie | Luisa Stefaniová   | 105. | 1.       |
| USA                                                                       | Kaitlyn Christianová |          | Lidzija Marozavová | 126. | 2.       |
| Gruzie                                                                    | Oxana Kalašnikovová  | Ukrajina | Nadija Kičenoková  | 153. | 3.       |
| Čína                                                                      | Chan Sin-jün         | Polsko   | Katarzyna Kawaová  | 155. | 4.       |
| Žebříček WTA k 29. srpnu 2022; číslo je součtem umístění obou členek páru |                      |          |                    |      |          |

### Jiné formy účasti
Následující páry obdržely divokou kartu do hlavní soutěže:
- Sharmada Baluová /  Rija Bhatiová
- Eugenie Bouchardová /  Yanina Wickmayerová

### Odhlášení
před zahájením turnaje
- Victoria Jiménezová Kasintsevová /  Nadia Podoroská → nahradily je  Rutudža Bhosaleová /  Karman Thandiová
- Miju Katová /  Asia Muhammadová → nahradily je  Justina Mikulskytė /  Emily Webleyová-Smithová
- Julia Lohoffová /  Astra Sharmaová → nahradily je  Astra Sharmaová /   Jekatěrina Jašinová

## Přehled finále

### Ženská dvouhra
- Linda Fruhvirtová vs.  Magda Linetteová, 4–6, 6–3, 6–4

### Ženská čtyřhra
- Gabriela Dabrowská /  Luisa Stefaniová vs.   Anna Blinkovová /  Natela Dzalamidzeová, 6–1, 6–2